# 海外 (十字军东征)

1135年近東，红色十字标记属于“海外”的十字军国家

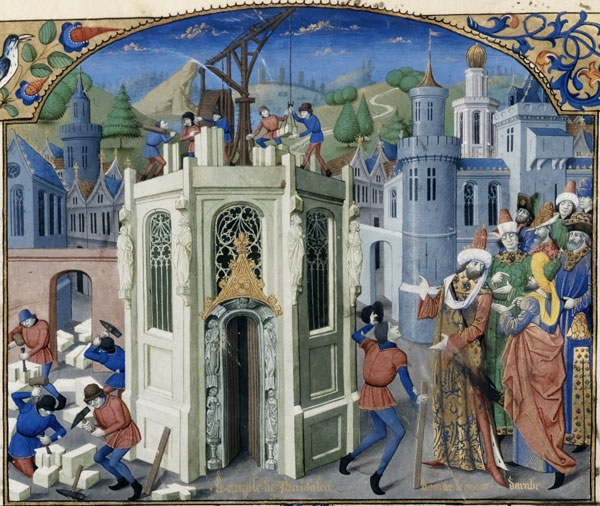
古法語译本提尔的威廉著《海外史》（Histoire d'Outremer）插图

海外（法語：Outremer）是一个对十字軍國家的通称。这一称谓源于欧洲人在第一次十字军东征中的胜利，并用以称谓埃德萨伯国、安條克公國、的黎波里伯国、并尤其是耶路撒冷王國等十字军国家。文艺复兴期间这一称谓经常等同于整个黎凡特地区或者用来指代圣地。其中虽然奇里乞亚亚美尼亚王国建立于十字军东征之前，但罗马教宗雷定三世授予了它王国的地位，并且法国裔的吕西尼昂家族完全西化了王国。
通常在法语中，海外（outremer）可以指任何海外地方，例如西法兰克王国国王路易四世因其成长于英格兰的背景也被称为“海外归来的路易（法語：Louis d'Outremer）”。 
在罗兰之歌中，海外是一个虚构的穆斯林国家的名称，它也是剧情高潮部分参与抵抗基督教的穆斯林世界国家之一。

## 现代含义
现代法语中的海外（outre-mer）需要附加连字符并且等同于汉语海外的意思。法国政府在例如法国海外部分（法語：France d'outre-mer）的名称中仍会使用这一词汇。也是拉格朗德默特的一家法国游艇制造商的名称。

## 文学
- In Monsieur (novel), or The Prince of Darkness (1974), 劳伦斯·达雷尔's first novel of The Avignon Quintet, the first section is entitled "Outremer" and is set in Provence.
- 大卫·尼科尔: Knight of Outremer 1187–1344 AD, Warrior No. 18. Osprey Publishing, Oxford 2003. ISBN 1-85532-555-1.
- 罗伯特·欧文·霍华德: Hawks of Outremer, West Kingston, Rhode Island: Donald M. Grant, 1979.
- Sharon Kay Penman : "Lionheart", G.P. Putnam's Sons, New York 2011. Marian Wood Books/Putnam, London 2011. ISBN 978-0-399-15785-1.